# Eleonora Lo Bianco
Eleonora Lo Bianco (Borgomanero, 22 dicembre 1979) è un'ex pallavolista italiana attiva nel ruolo di palleggiatrice.
Campionessa mondiale nel 2002 ed europea nel 2007 e 2009, con 548 presenze tra il 1998 e il 2016 è la pallavolista che, in ambito sia maschile che femminile, ha rappresentato più volte l'Italia a livello internazionale.

## Carriera

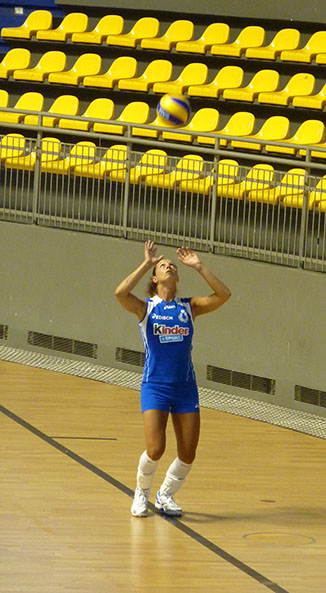
Lo Bianco in nazionale

La carriera pallavolistica di Eleonora Lo Bianco comincia nel 1994 quando fa il suo esordio in Serie C con l'Omegna: con la squadra piemontese ottiene due promozioni che la portano prima a giocare il campionato di Serie B2 e poi quello di Serie B1; fa inoltre parte delle nazionali giovanili italiane e con quella under 20 vince la medaglia d'argento al campionato mondiale 1997. Nella stagione 1998-99 fa parte della squadra nazionale del Club Italia e proprio nell'estate precedente fa il suo debutto nella nazionale italiana, precisamente il 21 giugno 1998, durante il Montreux Volley Masters, nella partita contro il Brasile; nel 1999, sempre con la nazionale, vince il bronzo al campionato europeo.
Nella stagione 1999-00 fa il suo esordio nella pallavolo professionistica in Serie A2 con la Busto Arsizio, mentre l'annata successiva è all'Olimpia Ravenna di Ravenna, in Serie A1, dove rimane fino al 2002. Intanto con la nazionale, dopo aver vinto un argento al campionato europeo 2001, ottiene la sua prima medaglia d'oro al campionato mondiale 2002, giocando da titolare.
Nel campionato 2002-03 passa alla Giannino Pieralisi di Jesi, dove resta per tre annate senza però vincere alcun titolo a livello di club, mentre con la nazionale colleziona tre argenti, due al World Grand Prix ed uno al campionato europeo 2005, venendo sconfitta in finale dalla Polonia, ma ottenendo il premio come miglior palleggiatrice della competizione.
Nella stagione 2005-06 viene ingaggiata dal Bergamo, con il quale vince subito il campionato e la Coppa Italia, che sarà poi vinta anche nell'edizione 2007-08 ed una Champions League. Nel 2006 con la nazionale vince un bronzo al World Grand Prix ed ottiene un quarto posto al campionato mondiale, mentre nel 2007, oltre a diventare capitano della squadra nazionale, vince per la prima volta l'oro sia al campionato europeo che alla Coppa del Mondo; l'anno successivo diventa la pallavolista con più presenze nella nazionale italiana femminile superando Simona Rinieri. Sempre con Bergamo vince la Champions League 2008-09, che sarà bissata anche la stagione seguente, mentre con l'Italia ottiene una nuova medaglia d'oro al campionato europeo ed il primo oro alla Grand Champions Cup. Sempre con la nazionale nel 2010 vince il bronzo al World Grand Prix ed il 31 ottobre dello stesso raggiunge le 475 presenze in maglia azzurra diventando la pallavolista con più presenze nella nazionale italiana di qualsiasi sport, sia al maschile che al femminile.
All'inizio della stagione 2010-11 le viene diagnosticato un tumore al seno: tornerà in campo a gennaio 2011, conquistando poi il suo secondo scudetto. Nel 2011, con la nazionale vince per la seconda volta la Coppa del Mondo: durante la competizione supera le 500 presenze, diventando l'italiana con più presenze in qualsiasi squadra nazionale italiana, sia maschile sia femminile.
Nella stagione 2011-12 lascia l'Italia, trasferendosi in Turchia, nel Galatasaray, club militante nel massimo campionato, dove gioca per tre annate, per poi passare, nella stagione 2014-15, al Fenerbahçe vincendo la Coppa di Turchia e lo scudetto.
Rientra in patria per disputare la stagione 2015-16, ingaggiata nuovamente dal Bergamo, dove resta per due annate e con cui si aggiudica la Coppa Italia 2015-16. Nell'annata 2017-18 si accasa al Casalmaggiore, sempre in Serie A1.
Nel marzo 2019 viene inserita nella Hall of Fame della pallavolo italiana: contestualmente, dopo una stagione di inattività, annuncia il ritiro dall'attività agonistica.

## Palmarès

### Club
- Campionato italiano: 2

2005-06, 2010-11
- Campionato turco: 1

2014-15
- Coppa Italia: 3

2005-06, 2007-08, 2015-16
- Coppa di Turchia: 1

2014-15
- Champions League: 3

2006-07, 2008-09, 2009-10

### Nazionale (competizioni minori)
- Campionato mondiale under 20 1997
- Giochi del Mediterraneo 2001
- Trofeo Valle d'Aosta 2004
- Trofeo Valle d'Aosta 2005
- Giochi del Mediterraneo 2009

### Premi individuali
- 2005 - Campionato europeo: Miglior palleggiatrice
- 2005 - Supercoppa italiana: Miglior palleggiatrice
- 2006 - World Grand Prix: Miglior palleggiatrice
- 2007 - Champions League: Miglior palleggiatrice
- 2009 - Campionato europeo: Miglior palleggiatrice
- 2010 - Champions League: Miglior palleggiatrice
- 2010 - Coppa Italia: Miglior palleggiatrice
- 2015 - CEV: Premio alla carriera